# Stazione di Gioiosa Jonica
La stazione di Gioiosa Jonica è una stazione ferroviaria posta sulla ferrovia Jonica. Sita nel centro abitato di Marina di Gioiosa Ionica, serve anche i limitrofi comuni di Gioiosa Jonica, Martone, San Giovanni di Gerace, Grotteria e Mammola.

## Movimento

### Trasporto nazionale
La stazione è servita da treni InterCity che collegano lo scalo con Reggio Calabria, Taranto, Bari e Lecce.
I treni InterCity vengono effettuati con elettrotreni HTR.412.

### Trasporto regionale
La stazione è servita da treni Regionali che collegano Gioiosa Jonica con: 
- Catanzaro Lido
- Reggio Calabria Centrale
- Roccella Jonica
- Lamezia Terme Centrale (via Catanzaro Lido)
- Locri

I treni del trasporto regionale vengono effettuati con ALn 663, ALn 668 in singolo e doppio elemento, dal 2015 in graduale dismissione in favore dei treni ATR.220 Swing e, dal 2023, dei nuovi ibridi Hitachi Blues.